# Minako Masui
Minako Masui, född 2 januari 1940 i Yokohama, är en japansk-svensk grafiker och skulptör.
Minako Masui kom till Sverige 1962 och utbildade sig på Grafikskolan Forum i Malmö 1984–1989. Hon hade sin första separatutställning på Galleri Berhardsson i Malmö 1987.

## Offentliga verk i urval
- Vindens portar (2004–2005), betong med blått ljus, Vattugatan i Hässleholm
- Betongande (1999), betong, Åpromenaden i Ljungby
- Kolonnen, betong och glas, Sveriges ambassad i Kampala i Uganda

## Utmärkelser
2009: Carl-Axel Valén's Foundation - 
2009: Jordi Arkö's Scholarship - 
2006: Ella och Gunnar Anderssons Konstnärsstipendium - 
2004: Lengertz' Art Prize - 
2002: Madeleine Pyk's Foundation - 
2001: The Foundation "Malmö Art Hall of 1931" - 
1999, 2000: IASPIS International Culture Exchange Prize - 
1997: Grand Prix of "Grafikens Hus" in Mariefred - 
1993: Malmö City Culture Prize - 
1993, 1994, 1997, 1998: Scholarships of the Artist Board in Sweden - 
1990: Graphica Creativa Nordic Graphic Art Competition, 3rd price, in Finland
1989: "Aase och Richard Björklunds stipendiefond", Malmö Art Museum.

## Galleri

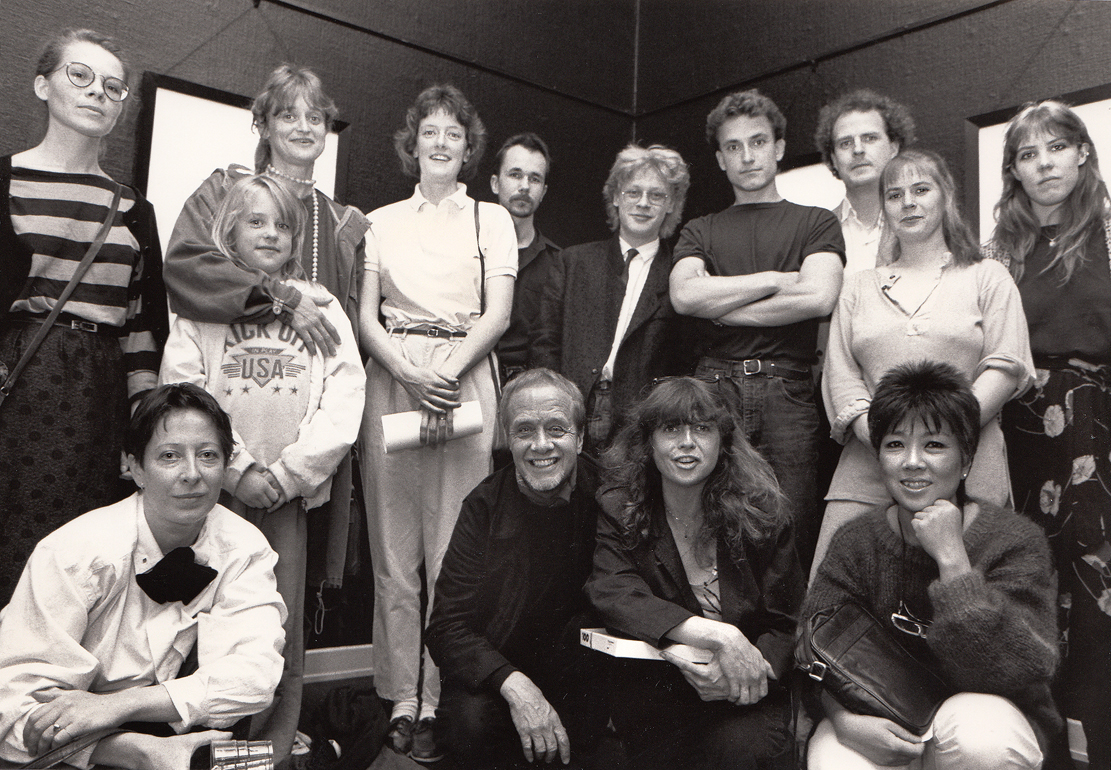
Minako Masui med sin lärare Bertil Lundberg och andra elever vid Grafikskolan Forum, här vid en utställning på Malmö Museum 1987.
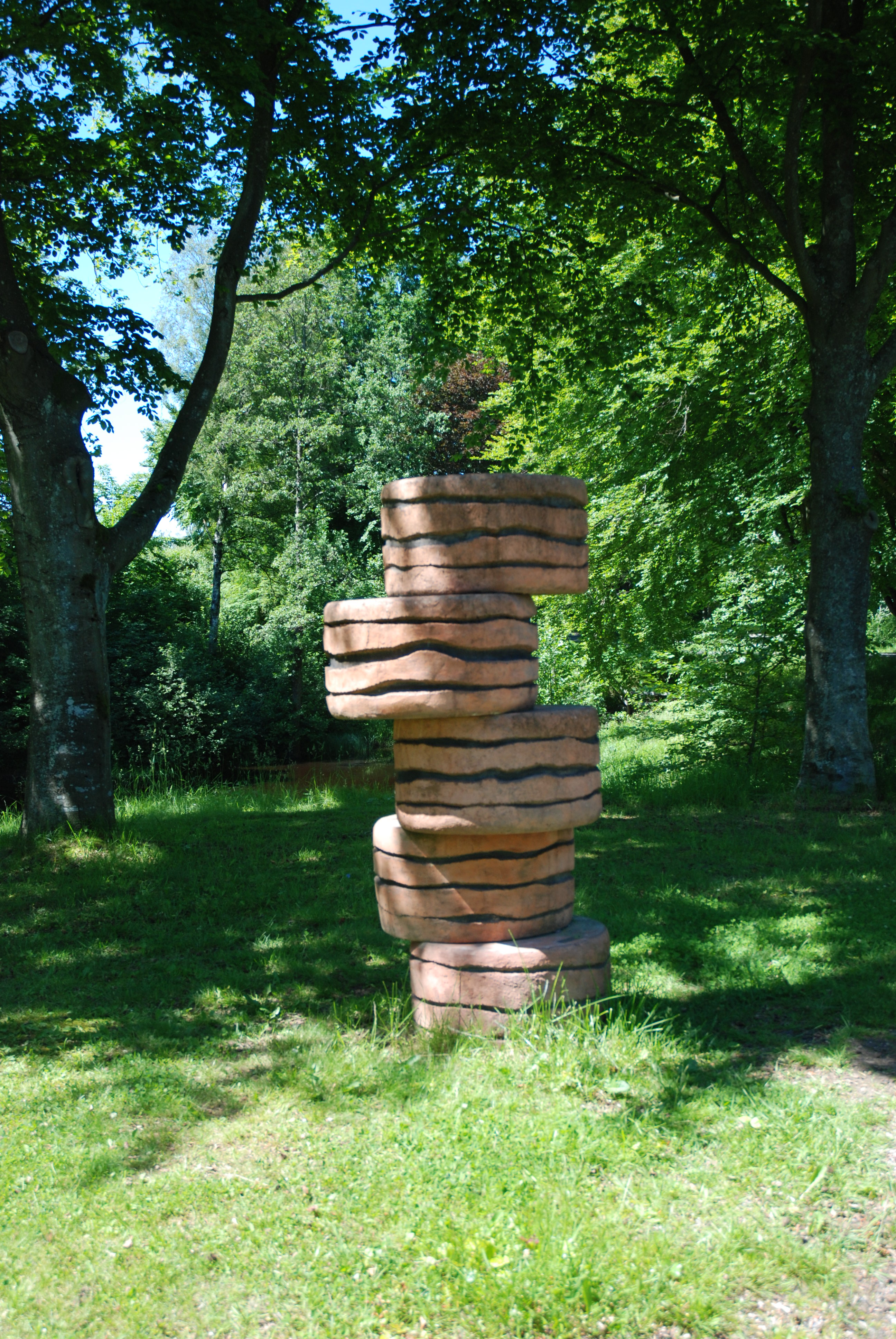
Betongande, Åpromenaden i Ljungby.